# Il re degli ignoranti
Il re degli ignoranti è il 28° album in studio di Adriano Celentano, pubblicato nel 1991.

## Storia
I brani La più migliore e Fuoco sono stati scritti insieme al batterista Mauro Spina. Il disco viene pubblicato dopo una lunga assenza dalle scene del cantante-showman: dopo la lunga e massacrante esperienza con "Fantastico" si devono aspettare praticamente quattro anni prima di un suo nuovo lavoro discografico. L'album rappresenta una svolta per Celentano il quale, pur mantenendosi fedele alle tematiche a lui più care (ecologia e speculazione edilizia su tutte), si avvale di un nuova squadra di arrangiatori che portano il prodotto verso sonorità più attuali: Davide Romani ed Enrico La Falce, con Luca Cersosimo (già nell'equipe artistica di Jovanotti) e lo stesso Celentano. Il disco raggiunse le zone alte della classifica, trainato anche da una partecipazione a una puntata speciale del programma Notte Rock durante la quale esegue alcuni brani dall'album, nelle pause della lunga intervista insieme al giornalista Enzo Biagi.
Il brano "Letto Di Foglie", era già stato pubblicato nell'album Tecadisk, del 1977; "Cammino", nell'album Atmosfera, del 1983, con l'aggiunta di nuove parole. "L'uomo di Bagdad il cow-boy e lo zar", è una rivisitazione di "Napoleone, il cowboy e lo zar" cover di "Thirteen Women (And Only One Man in Town)", di Bill Haley, era già stato pubblicato nell'album Adriano Rock, del 1968. Se prima i presidenti delle due superpotenze statunitense e sovietica erano contrapposti al presidente francese Charles De Gaulle, protagonista della Guerra Fredda, nella nuova versione il terzo ago della bilancia è costituito dal rais iracheno Saddam Hussein, a quel tempo impegnato nella Guerra del Golfo.

## Tracce
1. Il re degli ignoranti - 6:02
2. Letto di foglie - 5:39
3. L'uomo di Bagdad il cow-boy e lo zar - 4:51
4. Preludio imperiale - 0:45
5. La più migliore - 4:27
6. La terza guerra mondiale - 4:35
7. Preludio vento del passato - 1:11
8. Fuoco - 5:32
9. Buono come il pane - 5:44
10. Cammino - 6:16

## Formazione
- Adriano Celentano - voce
- Giacomo Celentano, Rosita Celentano, Rosalinda Celentano, Paola Cippi, Luciano Beretta, Angela Parisi, Bessy Bori, Viviana Corrieri - cori

## Classifiche

### Classifiche settimanali
| Classifica (1991) | Posizione massima |
| ----------------- | ----------------- |
| Europa            | 40                |
| Italia            | 1                 |

### Classifiche di fine anno
| Classifica (1991) | Posizione |
| ----------------- | --------- |
| Italia            | 15        |